# Ramón Álvarez-Buylla
Ramón Álvarez-Buylla de Aldana  (Oviedo, Asturias, 22 de junio de 1919-Comala, Colima, 14 de octubre de 1999) fue un médico cirujano, neurofisiólogo e histólogo, español.
Exiliado en México en 1947, después de haber estudiado y vivido hasta 1946 en la Unión Soviética, fue enviado junto con otros jóvenes huérfanos españoles de la guerra civil española, tras el fusilamiento en 1936 de su padre, Arturo Álvarez-Buylla Godino, quien había sido Alto Comisario de la república española en Marruecos.
En la Unión Soviética estudió medicina y el doctorado en fisiología en la Academia de las Ciencias de Rusia. También en el desaparecido país, trabajó como ayudante de científicos famosos como los fisiólogos Rashansky y Pyotr Anokhin de quienes aprendió mucho de su ciencia. Durante su estancia en la URSS conoció a Dolores Ibarruri,  La Pasionaria, quien fue instrumental en su emigración a México para reencontrarse con su madre y hermanas a quienes no había vuelto a ver desde los años de la guerra en España.
Su hijo, Arturo Álvarez-Buylla, fue galardonado en 2011 con el Premio Príncipe de Asturias de Investigación Científica y Técnica. y su hija, María Elena Álvarez-Buylla, fue directora general del Consejo Nacional de Ciencia y Tecnología (Conacyt) en México de 2018 hasta 2024, durante el gobierno de Andrés Manuel López Obrador.

## Datos biográficos
Como resultado de la guerra civil española llegó a la URSS con un contingente de jóvenes españoles cuyos padres habían sido víctimas del conflicto. En su caso, su padre que había sido pionero de la aviación civil española y cuando estalló la guerra era Alto Comisario de la República en Marruecos, fue fusilado. Ramón, que por razones circunstanciales había perdido contacto con la madre y las hermanas, al viajar a Rusia lo hizo con la intención de alistarse en la aviación soviética para combatir al franquismo. Los estudios que hizo de medicina y la excelencia de sus notas académicas, hicieron que se le convenciera de desistir de su intención de entrar al combate directo. El resultado fue una prolongada estancia de diez años en la Unión Soviética, estudiando y preparándose en su especialidad de fisiólogo.
En 1947 por mediación de Dolores Ibárruri, llegó a México a los 28 años de edad, y se incorporó a la Escuela Nacional de Ciencias Biológicas del  Instituto Politécnico Nacional (IPN), donde ejerció la docencia e investigó hasta 1960. En ese centro de investigación desarrolló sus teorías sobre la fisiología de los receptores, siendo uno de los primeros en registrar las respuestas locales de los corpúsculos de Pacini; asimismo, pudo avanzar en el conocimiento de la homeostasis de la glucosa y el denominado potencial de receptor, un principio electrofisiológico mediante el cual se explica cómo viajan en el cuerpo humano los estímulos nerviosos, de los centros receptores a los órganos vitales. 
Fue profesor y cofundador de Departamento de Fisiología del Cinvestav. También colaboró con Arturo Rosenblueth en el Departamento de Fisiología del Instituto Nacional de Cardiología. En 1980 Álvarez-Buylla fue nombrado jefe de la División de Investigaciones Básicas en el Instituto Nacional de Enfermedades Respiratorias de la Secretaría de Salud. Más tarde fundó y dirigió el Centro de Investigaciones Biomédicas de la Universidad de Colima.
En la ciudad de Colima, capital del estado del mismo nombre en México, después de una fructífera vida como investigador y formador de investigadores, murió a los 80 años en 1999. El estado de Colima, creó un fondo que lleva su nombre, destinado al propósito de estimular la investigación científica.

## Obra escrita
Entre otras:
- Análisis oscilográfico de los impulsos en el nervio depresor. (1948)
- Estudio de la actividad quimiorreceptora del seno carotídeo. (1952)
- Colab. J. Ramírez de Arellano. Local responses in pacinian corpuscles. (1953)
- Colab. J. Carrasco-Zanini. Aconditioned Reflex which Reproduces the Hypoglycemic Effect of Insulin". (1960)
- Colab. E. R. de Álvarez-Buylla. Regulation of Hypoglycemia in Hypophysectomized Dogs With Glandular Transplants in the sella turcica. (1963)
- Colab. R. Mandoki y E. R. de Álvarez-Buylla. Survival Comparison betwen Totally Hypophysectomized Dogs and Dogs with a Transplant of Salivatory Gland in the Place of the Extirpated Hypophysis". (1970)
- Colab. B. C. Livett, L. O. Uttental, D. B. Hope y S. H. Milton. Inmunochemical evidence for the Transport of Neurophysin in the Hypotalamo-Neurohypophysial System of the Dog". (1973)
- Colab. E. R. de Álvarez-Buylla. Hypoglycemic Conditioned Reflex in Rats. Preliminary study of its Mechanism". (1975)
- Colab. V. Tsutsumi. Adrenocortical Activity in Hypophysectomized Dogs with Parotid Gland Transplants in Direc Contact with the Basal Hypothalamus. (1979)
- Colab. E. R. de Álvarez-Buylla, H. Mendoza y A. Álvarez-Buylla. Pituitary and Adrenals are Required for Hyperglycemic Reflex Initiated by Stimulation of CBR with Cyanide". Am. J. Physiol. (1997)